# Mi novia otaku
Mi novia otaku (En inglés My otaku Girlfriend) es una película venezolana de drama con rasgos de comedia, dirigida por Edio Raven. Protagonizada por Frank Coello, Subotic Kelliens, Miguelángel Hidalgo y Karla Vieira.

## Argumento
La trama sigue a un joven venezolano llamado Manuel Cavalier (Miguelangel Hidalgo), quien es un popular y talentoso mangaka (creador de historietas japonesas), que publica con su obra Rey de fuego en internet de forma anónima, hasta que un día es descubierto por Eugenia Rangel (Karla Vieira), una exitosa influencer, apasionada por el mundo Otaku que lo impulsa a volver a conectarse con su vocación.
Su creciente relación es muy mal vista por la madre de Alejandro, quien domina todos los aspectos de su vida académica. Por lo que Manuel debe elegir entre terminar su famosa obra y reconocer su amor por Eugenia o renunciar a todos sus sueños por cumplir con las expectativas profesionales de su madre.

## Reparto
- Miguelángel Hidalgo como Manuel Cavalier.
- Karla Vieira como Eugenia Rangel.[6]
- Frank Coello como Alejandro Magno.
- Subotic Kelliens como Marta Márquez.

## Producción
La idea del proyecto surgió en Maracaibo, donde se obtuvieron fondos para la película, hasta finalmente poder filmar en Caracas.El anuncio de la película se realizó a través de Amazon Prime en febrero del año 2023. El proceso de rodaje inició en Caracas en marzo de 2023.El director Edio Raven describió que el rodaje se realizó "en más de 23 días, con más de un descanso a la semana”.
La producción de la película se realizó de manera independiente, a pesar de la crisis en Venezuela. Para finalizar el proyecto, los productores iniciaron una campaña de crowdfunding.

## Recepción
La película tuvo una vista previa en el festival de cine de Sundance, antes de su lanzamiento internacional el 28 de septiembre de 2023.Esa fecha fue proyectada en el Trasnocho Cultural de Caracas. Previamente, el 12 de agosto, también fue proyectada en la Convención Tomodachi, un evento de anime, en Maracaibo.